# Křemenáč
Křemenáče (lidově též křemeňáky, na Moravě janky) jsou houby začleněné do rodu (Leccinum), který je jako samostatný rod uznáván od 20. století, dříve náležely k rodu Boletus. Vyskytují se v lesnatých oblastech Evropy a severní Ameriky. Obecně se předpokládá, že jsou z větší části jedlé, ale existují zprávy o otravě po požití dosud neidentifikovaných křemenáčů v severní Americe. Některé jiné druhy mohou způsobit nevolnost v případě, že se konzumují zasyrova.

## Druhy
Existuje 160 druhů křemenáčů, v České republice se vyskytuje například:
- Křemenáč březový (Leccinum versipelle)
- Křemenáč smrkový (Leccinum piceinum)
- Křemenáč borový (Leccinum vulpinum)
- Křemenáč osikový (Leccinum rufum)

## Galerie

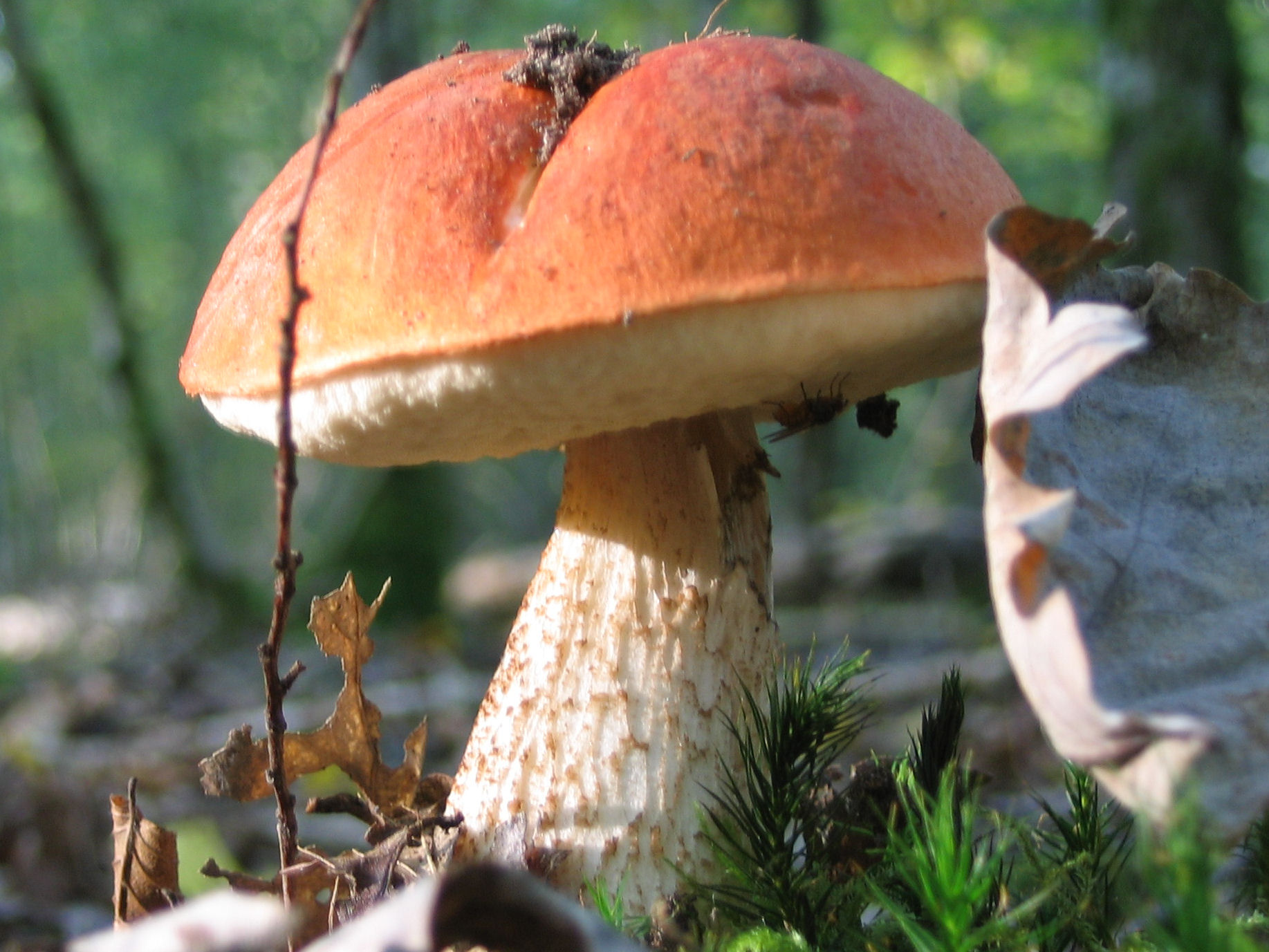
Křemenáč osikový Leccinum aurantiacum
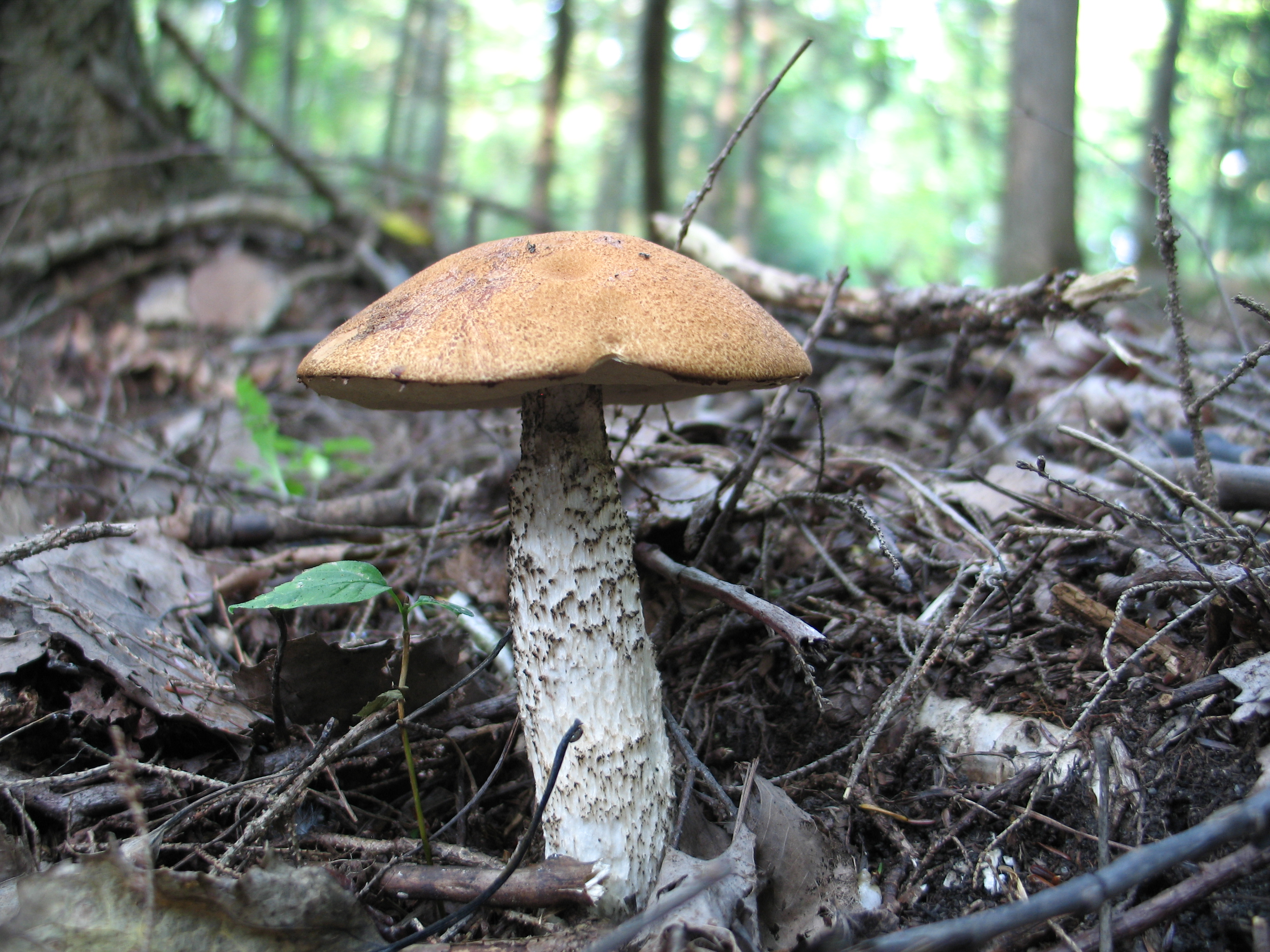
Křemenáč smrkový Leccinum piceinum
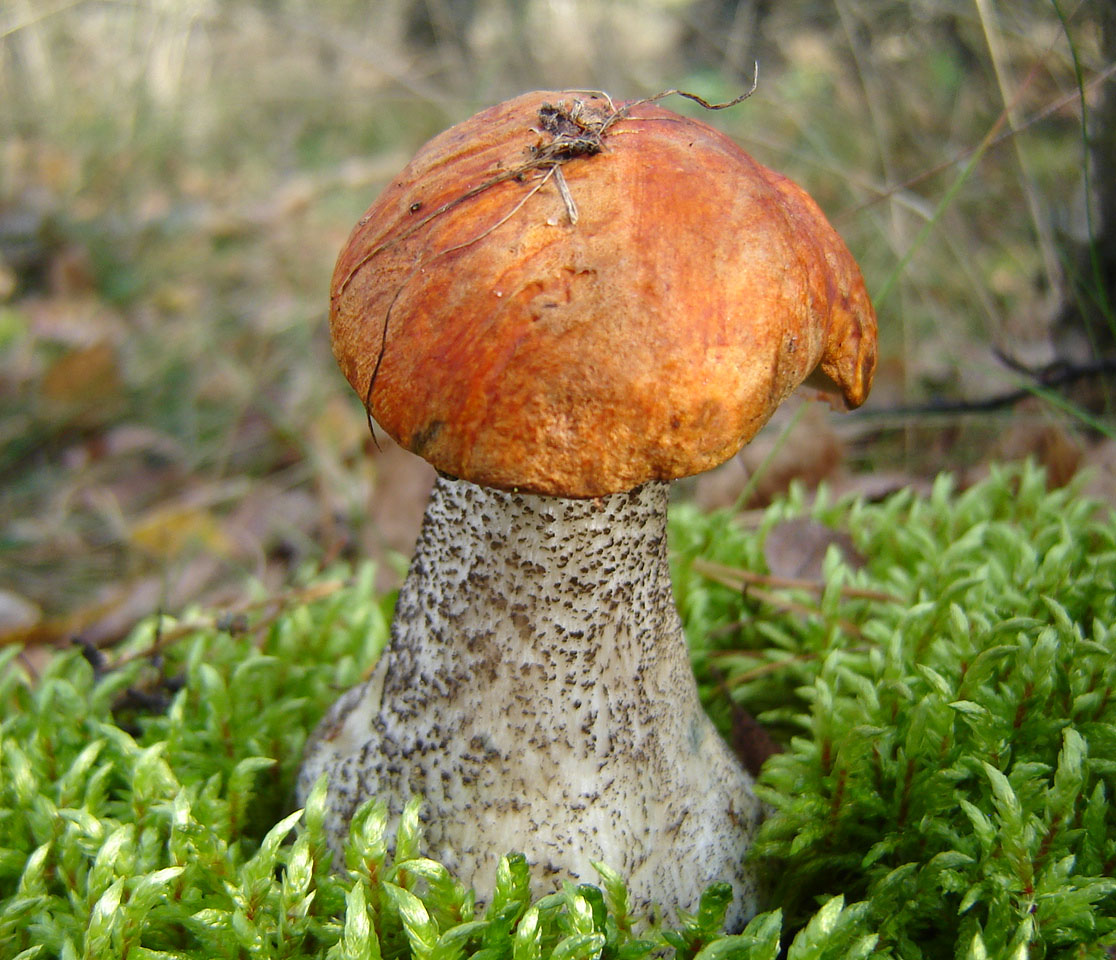
Křemenáč březový Leccinum versipelle
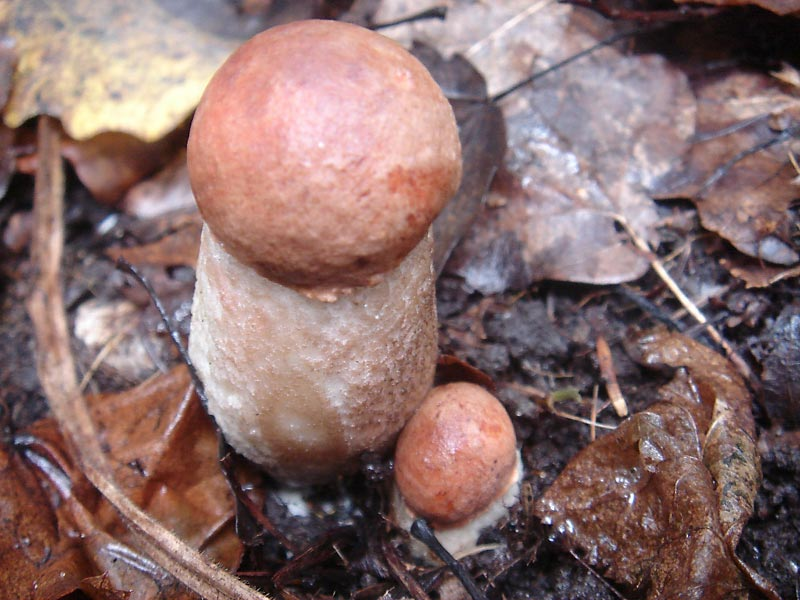
Křemenáč borový Leccinum vulpinum